# Jeanne Bergson
Pour les articles homonymes, voir Bergson (homonymie).
Jeanne Bergson, née à Paris le 16 mars 1893 où elle est morte le 23 octobre 1961, est une dessinatrice, peintre et sculptrice française.

## Biographie
Elle est la petite-fille du pianiste polonais Michał Bergson, et la fille du philosophe français Henri Bergson. Elle est sourde et muette.
Élève d'Antoine Bourdelle, elle expose au Salon de la Société des artistes Français dès 1921, aux Salons des Tuileries de 1923 à 1934, au Salon de l'Union des Femmes Peintres et Sculpteurs en 1948. Elle expose également à la Galerie Dewambez en 1925 et à la Galerie Bernheim-Jeune en 1929.
Antoine Bourdelle écrivait à son sujet : « Les dessins ont l'élan du geste, leurs masses s'activent entre elles... leurs masses vibrent, leurs détours sont purs, si bellement cursifs qu'ils ressemblent à la pensée lorsqu'elle est en naissance créatrice ».
En 1963, une rétrospective est organisée en son honneur à la Galerie Bernheim-Jeune.